# Sid Bernstein
Sid Bernstein (ur. 12 sierpnia 1918, zm. 21 sierpnia 2013) – amerykański producent muzyczny.